# Anthon Olsen
Ole Anthon Olsen (Copenhague, 14 de setembro de 1889 - 17 de março de 1972) foi um futebolista dinamarquês, medalhista olímpico.
Anthon Olsen competiu nos Jogos Olímpicos de Verão de 1912 em Estocolmo. Ele ganhou a medalha de prata.